# Aripiprazol
Aripiprazolul este un antipsihotic atipic derivat de fenili-piperazină și chinolinonă, fiind utilizat în tratamentul schizofreniei și al episoadelor maniacale sau mixte din cadrul tulburării bipolare. Mai este utilizat și în iritabilitatea asociată cu autismul. Căile de administrare disponibile sunt orală și intramusculară.